# Platymiscium calyptratum
Platymiscium calyptratum là một loài thực vật có hoa trong họ Đậu. Loài này được M. Sousa & Klitgaard mô tả khoa học đầu tiên năm 2005.